# ファンクショナル・トレーニング
ファンクショナル・トレーニング （functional training）とは、主にサッカーなどの球技に携わる選手を育成するトレーニング方法である。

## 概要
特定のポジションの選手に、そのポジションに必要な技術を専門的に習得させるトレーニングであり、このトレーニング量が多いと、そのポジション専門の職人選手を作ることになる。監督のチーム作りの方針によって量は分かれるが、このトレーニングは必要不可欠なものとされる。個々に分かれて行われるトレーニングとなるため、監督の性格によっては、チームとして行わず、選手個人に任せるだけの場合もある。

## トレーニング内容

### サッカー (FW)
ゴールを奪う役目であるFW（フォワード）を育成するトレーニング方法の例
- シュート、ドリブル、ヘディング、走力スピード、プレスキック、イメージなどの個人トレーニング。
- ボールを保持しシュートに入るためのGKやDFとの駆け引き、ボールホルダーのDFへのチェイシング、オフ・ザ・ボール時の敵のDFラインとのオフサイドラインやポジション取りの駆け引きなどの、複数の敵役に協力してもらい行うもの。
- キック力、ジャンプ力、走力増強のために必要な部位の屋内での筋力トレーニング。
- ビデオを観てドリブル時の手の使い方などの指導を受けたり、FWの戦術指導を受ける学習トレーニング。
- FW同士で楔やワンツーなどのパスのコンビネーションや、受け手、出し手の居るべき位置を確認する3ライン別のポジションに分かれて行われるトレーニング。